# Yuzhou General Auto Works
Yuzhou General Auto Works war ein Hersteller von Automobilen aus der Volksrepublik China.

## Unternehmensgeschichte
Das Unternehmen Chongqing Automobile General Assembley & Repair Factory bzw. Chongqing Auto General Repair Works aus Chongqing begann 1982 mit der Produktion von Automobilen. Der Markenname lautete Yuzhou. Später erfolgte die Umfirmierung in Yuzhou General Auto Works. 1993 endete die Produktion.

## Fahrzeuge
Das erste Modell YZ 120 B war ein Pick-up.
1993 kam der YZ 6490 dazu. Dieser Kombi entstand nach einer Lizenz von Holden und basierte auf dem Opel Omega.